# 방적돌기

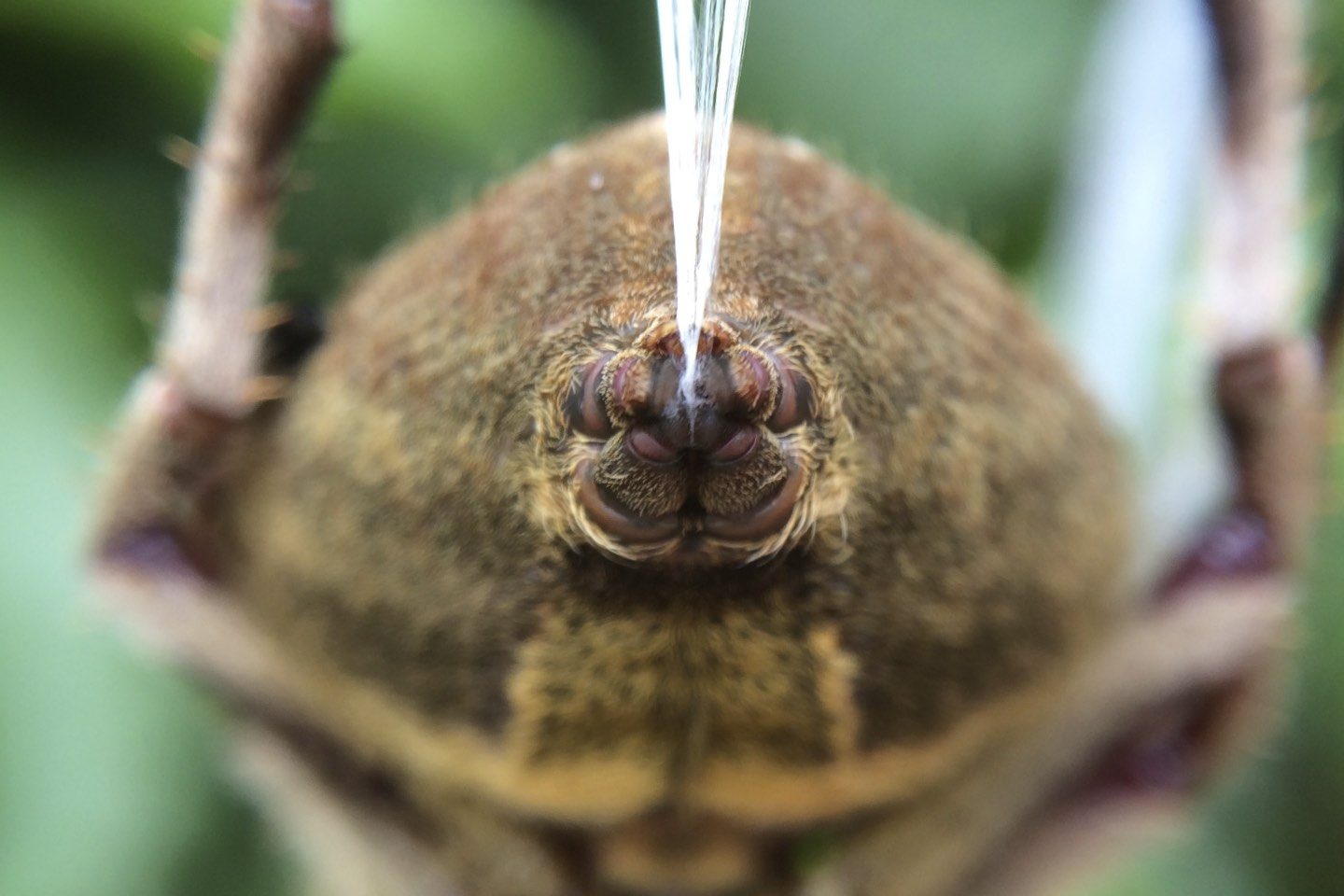
방적돌기에서 실을 뽑아내는 거미

방적돌기 (Spinneret, 紡績突起)는 거미류 생물의 복부, 꽁무니 뒤에 달려 있는 2~4쌍의 기관이다.